# فحم نباتي

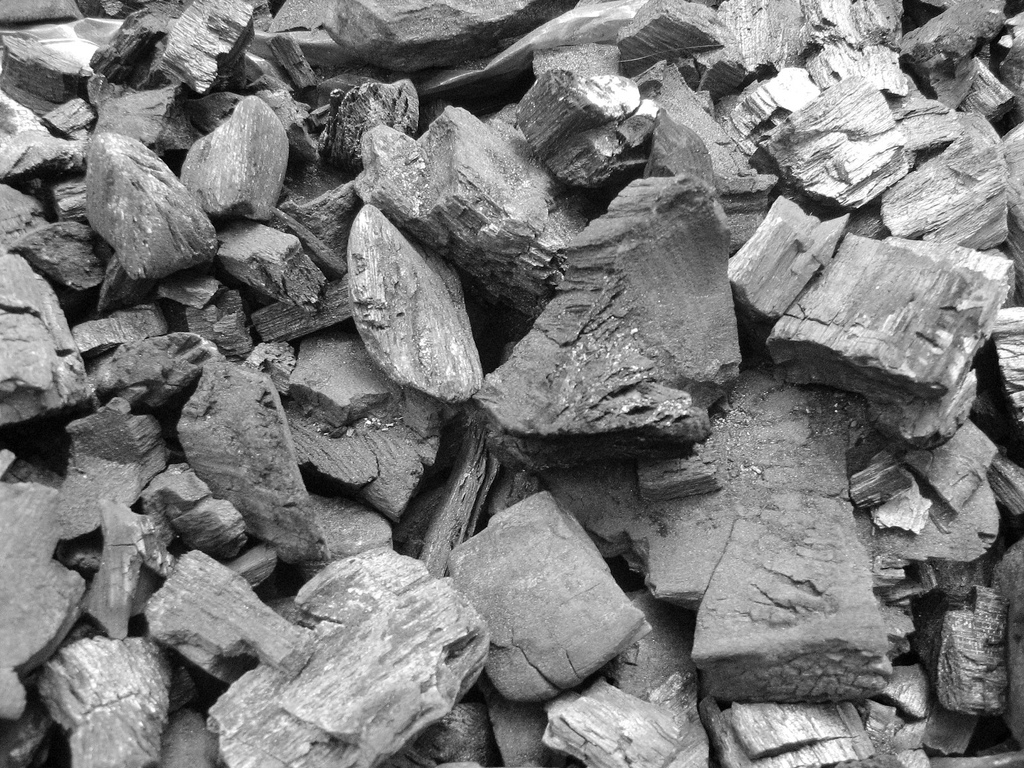
فحم نباتي جاف

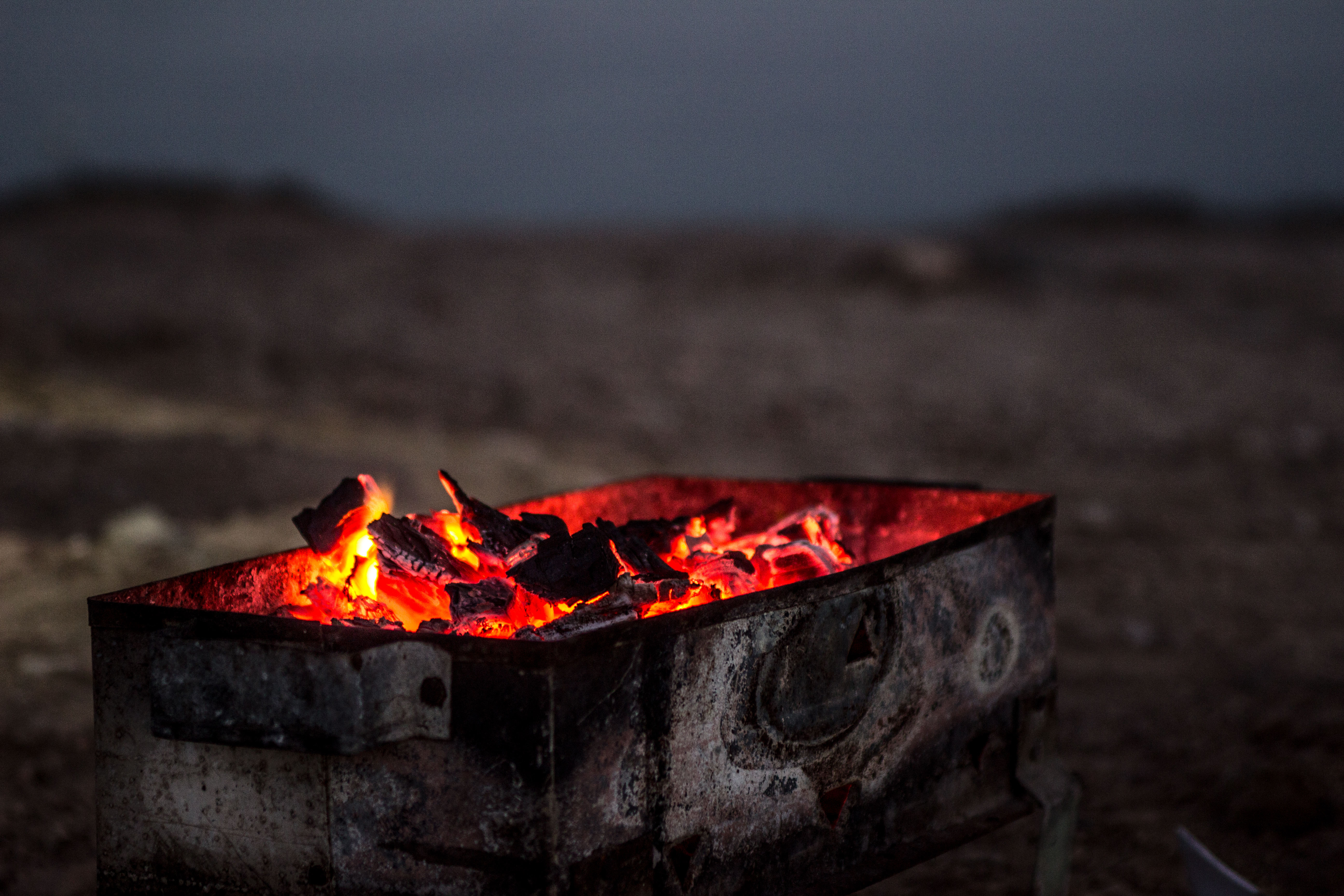
جمرات من الفحم النباتي في مجمر معدني تستعمل غالبا لأغراض الطهي (الشواء).

الفحم النباتي هو مخلفات مكونة من كربون صرف تنتج عن عملية نزع الماء من المواد النباتية.
طريقة تحضيرة تُسمّى بالتقطير الاتلافي (الحرق بمعزل عن الهواء) الطريقة المسماة عند العرب المردومة.
إن وجود الأنسجة النباتية في الفحم النباتي والحجري يدل على أنهما من أصل نباتي. والفحم النباتي يصنعه الإنسان بتسخين الخشب، ولونه الأسود سببه وجود عنصر الكربون، أما كون الفحم النباتي أخف من الخشب فلأن الخشب يفقد كمية من الماء عند تحويله إلى فحم نباتي وتزداد نسبة المسامات فيه. والماء في الخشب هو المسؤول أيضاً عن الدخان الكثيف عند حرقه. أما كون الفحم الحجري أثقل من الفحم النباتي فيرجع إلى المكونات المعدنية التي توجد في الفحم الحجري ولا توجد في الفحم النباتي.

## كيفية صنع الفحم النباتي
الفحم الخشبي شكل آخر من أشكال الكربون غير النقي، يُجمع الخشب في أكوام ويُغطى بالتراب ويُسخن عشرة أيام تقريباً. ويتم التسخين بحرق جزء قليل من الخشب بسبب دخول كمية قليلة من الهواء. ويزود هذا الجزء المحترق بقية الخشب بالحرارة اللازمة لتسخينه وتحويله إلى فحم نباتي.
ولتحويل الخشب إلى فحم نباتي يلزم التخلص من الأوكسجين والهيدروجين الموجودين في مركبات الخشب العضوية (السليلوز). ويتم ذلك بتفاعل كيميائي بحيث ينزع الأوكسجين والهيدروجين من السليلوز فيتحول إلى مركب عضوي جديد يحتوي على كمية أقل من الأوكسجين والهيدروجين، فتزداد نسبة الكربون فيه.

### كيف يتم تفحيم الخشب
يُجمع الخشب في أكوام ويُغطى بالتراب ويُسخن عشرة أيام تقريباً. ويتم التسخين بحرق جزء قليل من الخشب بسبب دخول كمية قليلة من الهواء. ويزود هذا الجزء المحترق بقية الخشب بالحرارة اللازمة لتسخينه وتحويله إلى فحم نباتي.
ولتحويل الخشب إلى فحم نباتي يلزم التخلص من الأوكسجين والهيدروجين الموجودين في مركبات الخشب العضوية (السليلوز). ويتم ذلك بتفاعل كيميائي بحيث ينزع الأوكسجين والهيدروجين من السليلوز فيتحول إلى مركب عضوي جديد يحتوي على كمية أقل من الأوكسجين والهيدروجين، فتزداد نسبة الكربون فيه.

### مراحل تكون الفحم
يتم تسخين الخشب في الفرن حيث تمر عبر مراحل محددة في طريقها إلى التحول إلى فحم. وقد درس تشكيل الفحم تحت ظروف المختبر والتي تم الاعتراف بها في المراحل التالية من عملية التحويل.

#### من 20 إلى 110 درجة C
الخشب يمتص الحرارة ليجف والتخلص من رطوبتها كما بخار الماء (بخار). تبقى درجات الحرارة عند 100 درجة مئوية حتى يتحول الخشب إلى التصلب.

#### في 110-270 درجة مئوية
يتم التخلص  النهائي من المياه ويبدأالخشب  في التحلل وينتج بعض أول أكسيد الكربون وثاني أكسيد الكربون وحامض الخليك والميثانول.

#### في 270-290 درجة مئوية
هذه هي النقطة التي يبدأ تحلل الخشب  والانهيار يستمر من تلقاء نفسه، الخشب لا يبرد تحت درجة الحرارة هذه. تواصل الغازات المختلطة والأبخرة بالتصاعد جنبا إلى جنب مع بعض القطران.

#### في 290-400 درجة مئوية
مع استمرار انهيار هيكل الخشب، والأبخرة المنبعثة تتكون الغازات القابلة للاحتراق غاز أول أكسيد الكربون، والهيدروجين والميثان مع غاز ثاني أكسيد الكربون وأبخرة قابلة للتكثيف الماء وحامض الخليك، والميثانول، والأسيتون وغيرها، والقطران التي تبدأ في التصاعد مع ارتفاع درجة الحرارة.

#### في 400-500 درجة مئوية
في 400 °C تحول الخشب إلى فحم اكتمل عمليا. الفحم في درجة الحرارة هذه لا يزال يحتوي على كميات ملحوظة من القطران، وربما 30٪ من وزنه والمحاصر في الهيكل.  وبالتالي  نسبة الكربون ثابتة من الفحم إلى حوالي 75٪ وهو أمر طبيعي للفحم التجارية ذات نوعية جيدة. لتخلص نهائيامن  القطران ترفع درجة حرارة الفحم حوالي 500 درجة مئوية لمدة معقولة.

### مواصفات الفحم الجيد
وهناك عوامل كثيرة تحدد جودة الفحم المنتج بواسطة أي طريقة لإنتاجه وهذه العوامل هي :-
- نوعية الأخشاب المستخدمة: حيث لنوع الخشب أهمية كبري لجودته ومنذ قديم الأزل يعرف الفلاح المصري هذه المعلومة فمثلا في مصر والدول العربية يفضلون الفحم الناتج من خشب أشجار الحمضيات مثل شجر البرتقال والجوافة والمانجو وهي أفضل الأنواع لإنتاج فحم جيد وهذا يرجع لمكونات السيليوز المكون الرئيسي للخشب وتفاوت نسب امتصاصه لمكونات التربة.
- نسبة الكربون :ودرجات الحرارة لها أهميه كبري في جوده الفحم المنتج وكلما زادت درجات الحرارة عن 400 درجة مئوية قلت جودة الفحم الناتج حيث ينخفض الكربون وهو المكون الرئيسي للفحم الجيد.
- نسبة الرطوبة في الفحم : وهي أيضا من عوامل جوده الفحم فكلما زادت نسبة الرطوبة قلت جودته.
- كمية الرماد الناتج ولونه :ويحدده أيضا المكون الرئيسي للخشب المستخدم وكمية الأملاح والمكونات التي تتخلل السليوز.
- حجم الفحم :ينتج عن صناعة الفحم وتداوله ونقلة من مكان إلى أخر ينتج عن ذلك تكسر نسبة لا بأس بها من الفحم الذي لا يصلح للاستخدام فللحجم المناسب أهمية أيضا.

## استعمالات الفحم النباتي
يستعمل الفحم النباتي في الحرق المباشر للحصول على الطاقة. وعادة ما يقتصر على استعماله بعض الأغراض المنزلية كالتدفئة أو الطهو أو الشواء.في المكسيك وبيرو وأسبانيا والأرجنتين وباراجواي وبلاد لاتينية أخرى كان الفحم النباتي يستخدم لقرون كوقود لمدافئ البراسيرو.
أما البلاد التي يوجد فيها فائض من خشب الغابات، فيمكن تحويله إلى فحم نباتي ثم استعماله في بعض المشاريع الكبيرة كتوليد الكهرباء. وكما أنّ زمن احتراق كمية من الفحم النباتي أطول من زمن احتراق كمية مماثلة من الخشب، فللفحم النباتي قيمة حرارية أكبر من الخشب.
ويُستخدم شكل من أشكال الفحم الخشبي يدعى الكربون المنشط في المرشّحات وأقنعة الغاز لإزالة الأبخرة السامة. فهو يضم ثقوباً صغيرة لا تحصى على سطحه وهي مثالية لحبس الأبخرة ويُصنع بالسماح للفحم الخشبي بالاحتراق لفترة وجيزة مع الأكسجين في نهاية عملية صنع الفحم الخشبي.
وغالباً ما يستخدم الفحم الخشبي كوقود للشواء ويمكن تشكيله في عيدان ليستخدم مادة للرسم.
وحيث أن الفحم النباتي المنشّط ذو قدرة امتزازية عالية، أي أنه يجتذب المواد إلى سطحه، فيمكنه بذلك إزالة الغازات السامة والروائح الكريهة من الهواء.. لذا يستخدم هذا الفحم في ومنظومات التهوية في العربات الفضائية وكمامات مواقد المطبخ، كما يستخدم أيضاً في تنقية السوائل، كالماء في أحواض السمك. فيمر ماء الحوض المتسخ فوق الفحم النباتي المنشّط لإزالة أوساخه، ثم يُعاد نقياً إلى الحوض..
و يمكن وضعه في الثلاجة إذا كان بها روائح كريهة فتخلصك من الروائح الكريهة التي توجد في الثلاجة..

## مواصفات الفحم الجيد
وهناك عوامل كثيرة تحدد جودة الفحم المنتج بواسطة أي طريقة لإنتاجه وهذه العوامل هي :-
1. نوعية الأخشاب المستخدمة: حيث لنوع الخشب أهمية كبري لجودته ومنذ قديم الأزل يعرف الفلاح المصري هذه المعلومة فمثلا في مصر والدول العربية يفضلون الفحم الناتج من خشب أشجار الحمضيات مثل شجر البرتقال والجوافة والمانجو والزيتون وهي أفضل الأنواع لإنتاج فحم جيد وهذا يرجع لمكونات السيليوز المكون الرئيسي للخشب وتفاوت نسب امتصاصه لمكونات التربة.
2. نسبة الكربون: ودرجات الحرارة لها أهمية كبري في جوده الفحم المنتج وكلما زادت درجات الحرارة عن 400 درجة مئوية قلت جودة الفحم الناتج حيث ينخفض الكربون وهو المكون الرئيسي للفحم الجيد.
3. نسبة الرطوبة في الفحم: وهي أيضا من عوامل جوده الفحم فكلما زادت نسبة الرطوبة قلت جودته.
4. كمية الرماد الناتج ولونه: ويحدده أيضا المكون الرئيسي للخشب المستخدم وكمية الأملاح والمكونات التي تتخلل السليوز.
5. حجم الفحم: ينتج عن صناعة الفحم وتداوله ونقلة من مكان إلي آخر ينتج عن ذلك تكسر نسبة لا بأس بها من الفحم الذي لا يصلح للاستخدام فللحجم المناسب أهمية أيضا.

## التأثيرات الصحية الناتجة عن صناعة الفحم
ينجم الضرر الرئيسي على صحة الإنسان من استنشاقه للغازات المنبعثة من عملية الحرق. وتتسبب هذه الغازات بأمراض تنفسية عديدة تختلف بحسب نوع الغاز المستنشق. فمن المعروف بأن أكاسيد الكبريت تؤدي إلى تفاعلات التهابية في القصبات الهوائية (Emphysema). في حين تؤدي الغازات الهيدروكربونية، مثل تلك المنبعثة عن عوادم السيارات والمولدات، إلى أمراض سرطانية. أما غاز أول أكسيد الكربون فإن له قدرة على الاتحاد مع الهيموجلوبين 200 مرة أكثر من الأكسجين، وبالتالي فإنه يؤدي إلى التسمم الحاد والصداع والدوخة والغثيان والفشل التنفسي. وفي حالة ارتفاع تركيز الغاز واستمرار تعرض الجسم له فإنه يؤدي لعوارض مزمنة، مثل ضعف الذاكرة، نقص الإنتاجية في العمل، اضطرابات في النوم وفي السلوك، وارتفاع في مستوى الكولسترول.
أما بالنسبة لغاز ثاني أكسيد الكربون فإن تواجده في الجو بتركيز منخفض قد يؤدي إلى تسارع في التنفس والصداع والتشويش الذهني والشلل الارتخائي. أما إذا زاد تركيزه عن 5% فإنه يؤدي إلى فقدان الوعي والوفاة.
وهنالك أيضاً أضراراً صحية تنجم عن أكسيد الكبريت، إذ أن هذا الغاز يتحول إلى حامض الكبريتيك عند ملامسته للسطوح الرطبة للأغشية المخاطية، وينجم عن ذلك التهابات وأمراض مزمنة في الجهاز التنفسي. كما تتسبب أكاسيد النيتروجين بتهييج للحويصلات الهوائية في الرئتين، في حين يمكن أن يؤدي تراكم الغبار فيهما إلى التليف والوفاة.
ويتضح مما تقدم أن المشكلة في صناعة الفحم هي الآثار السلبية لها على الصحة العامة وعلى البيئة، حيث تنبعث منها غازات كثيرة مثل أول أكسيد الكربون وثاني أكسيد الكربون وثاني أكسيد الكبريت وبعض المخلفات الأخرى التي تؤثر على الثروة الزراعية والمائية. وتكون أكثر خطورة إذا كانت مناطق إنتاج الفحم قريبة من التجمعات السكنية، حيث تؤثر هذه الغازات والأبخرة ليس على العاملين في الإنتاج فقط بل وعلى سكان المنطقة بأسرها.